# إزالة السلعنة
في الاقتصاد السياسي، يعد إزالة السلعنة أو نزع السلعية (بالإنجليزية: Decommodification)، هو قوة الاستحقاقات الاجتماعية ودرجة تحصين المواطنين من تبعية السوق.
فيما يتعلق بقوة العمل، يصف حذف التسليع «الدرجة التي يمكن للفرد أو العائلات من خلالها الحفاظ على مستوى معيشي مقبول اجتماعيًا بشكل مستقل عن المشاركة في السوق.»
في حين أن السلعنة هي تحويل الخدمات والأفكار والسلعة والناس إلى سلع أو أشياء تجارية، فإن حذف التسليع سيكون «المدى الذي يمكن للعمال أن يغادروا سوق العمل من خلال الاختيار».